# Zeuxo

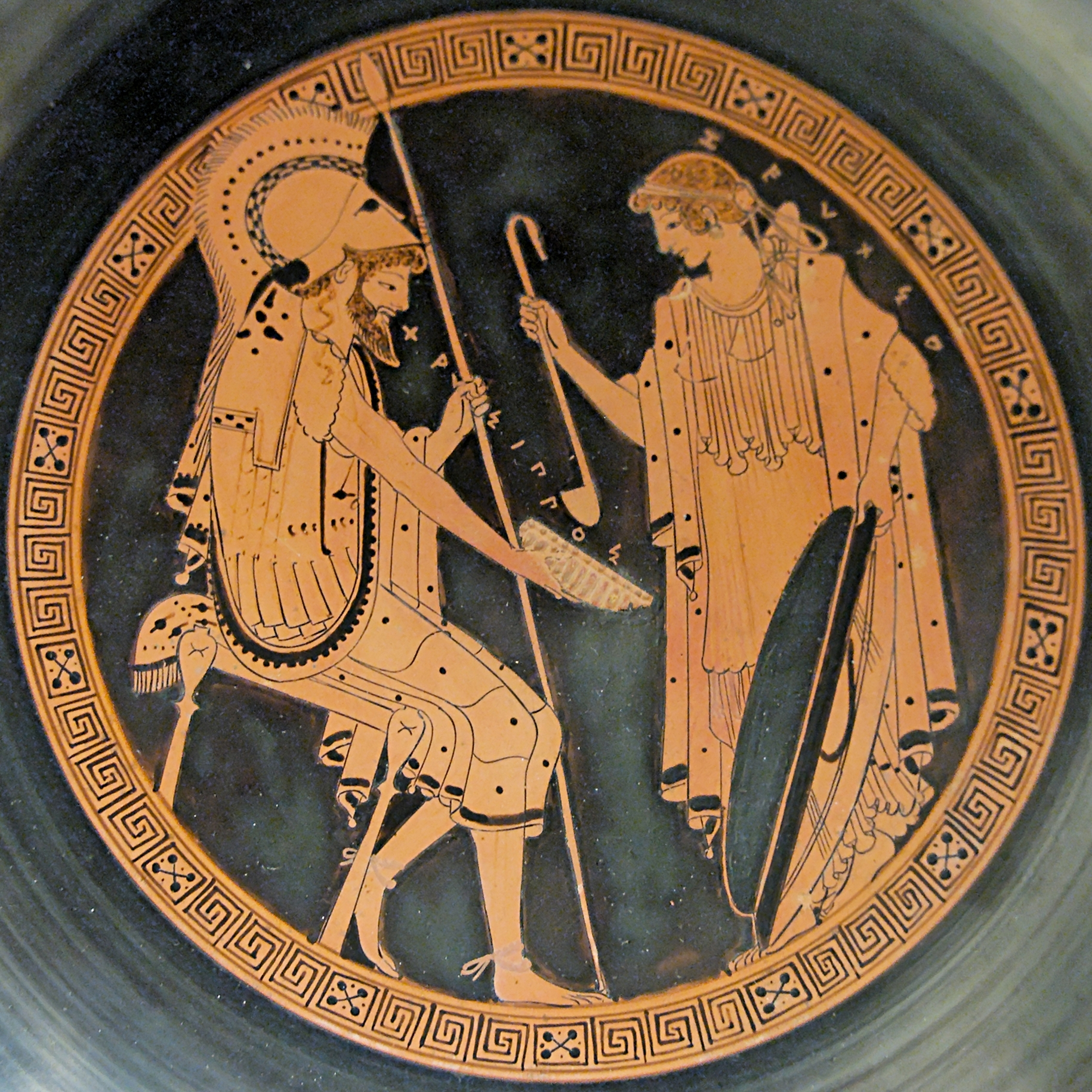
Een afbeelding waarop Zeuxo (rechts) wijn inschenkt voor Chrysippos. Deze afbeelding staat op de binnenkant van een vaas uit de vijfde eeuw voor Christus.

Zeuxo (Grieks: Ζευξω) was in de Griekse mythologie een dochter van Oceanus en Tethys, één der Oceaniden. Haar naam is waarschijnlijk verwant aan die van de oppergod Zeus. Ze wordt door Hesiodus genoemd in zijn Theogonia.